# Hugo de Flavigny
Hugo de Flavigny (em latim: Hugo Flaviniacensis; em francês:  Hughes; n. c. 1064) foi um monge e historiador beneditino da Abadia de Flavigny entre 1097 e 1100.

## Vida
Hugo nasceu por volta de 1064, provavelmente em Verdun. De acordo com seu próprio relato, sua mãe era Lady Dada de Montfaucon, filha de Clotilde, filha do imperador Otão III. Seja como for, é fato que pertencia a uma família proeminente e foi educado no mosteiro de St-Vannes em Verdun, onde, mais tarde, iniciou seu noviciado. Como Dietrich, bispo de Verdun, era um aliado do imperador Henrique IV e de seu antipapa Clemente III, o abade de St-Vannes, que apoiava o papa, foi forçado a deixar seu mosteiro e fugiu  para a Abadia de São Benigno, em Dijon, no que foi seguido por quase todos os seus monges, incluindo Hugo. Lá, fez seus votos perante o abade Jarento, um fervoroso aderente do partido papal e amigo pessoal de Gregório VII. Os dois rapidamente se tornaram confidentes e o arcebispo de Lyon, também chamado Hugo, geralmente requisitava seus serviços.
Em 1096, apesar de sua juventude, Hugo foi eleito abade de Flavigny, mas logo se envolveu em conflitos, não apenas com o bispo de Autun, em cuja diocese estava seu mosteiro, mas também com seus próprios monges, que desejavam fazer uso de todos os meios, inclusive os desonestos, para ajudar o papa. Por conta destas diferenças, foi obrigado a fugir por duas vezes e, finalmente, a abdicar, uma decisão que depois foi revertida pelo Concílio de Valence de 1100. Estas duras experiências fizeram com que ele mudasse completamente suas opiniões sobre a Controvérsia das investiduras. De um campeão da causa, zeloso e altruísta, tornou-se um determinado adversário das reivindicações papais, chegando ao ponto de de aceitar do bispo Ricardo de Verdun, um seguidor do imperador, o título de abade de Verdun no lugar de Laurêncio, que apoiava o papa e havia sido deposto ilegalmente. Mas Hugo só conseguiu manter-se na posição entre 1111 e 1114; depois disso, parece ter vivido em reclusão estrita ali como um simples monge.

## Obras
Logo que chegou a Dijon, provavelmente instado pelo abade Jarento e pelo arcebispo Hugo, começou a escrever sua "Crônica" sobre a "história universal" desde o nascimento de Cristo até sua época ("Chronicon Virdunense seu Flaviniacense"), em dois livros. O primeiro, que chega ao ano 1002, é pouco mais do que uma compilação mal-planejada e sua importância está unicamente nos fragmentos de outras obras mais antigas que se preservaram ali. O segundo cobre o período de 1002 e 1112 e é valiosa principalmente por sua história da Lorena e pela história eclesiástica da França.
Um grande erudito, Hugo colecionou uma grande quantidade de material e, nos pontos nos quais os fatos se tornam difíceis demais, ele abandona a forma analítica e utiliza uma narrativa completa e detalhada. Escreveu desta forma "Acta Gregorii VII" (biografia do papa Gregório VII); "Series Abbatum Flaviniacensium" (sobre seus predecessores em Flavigny); "Vita beati Richardi, abbatis S. Vitori" e "Vita S. Magdalvei" (hagiografias). seu relato da eleição de Vítor III é uma obra-prima do período.
Em geral, porém, era bastante desorganizado com o material que tinha em mãos, pois não revela nenhuma tentativa de organizá-los, citando documentos originais, suas próprias experiências e o testemunho de outros, dispendendo a estes muito mais crédito do que mereciam.